# Pedro Monteiro (cordelista)

Pedro Monteiro (Campo Maior 25 de Março de 1956) é um poeta de literatura de cordel brasileiro.

## Biografia
Filho dos lavradores Raimundo Monteiro de Carvalho e Maria Verônica de Carvalho, Pedro teve uma infância tipicamente roceira ouvindo contos e histórias à luz de lamparina e, principalmente, nos terreiros enluarados. Têm raízes fincadas em solos "brasis" nordestinos, onde viveu até seus dezessete anos, e depois, na periferia paulistana, adquirindo largas experiências, inserido nas lutas por justiça social e desenvolvimento humano. Tudo isso, acrescido de muito esforço na observação dos sentidos e nas centenas de livros devorados caprichosamente.
Apreciador e divulgador do cordel, do teatro, e de outras formas de expressão da arte e da cultura popular. Atuou como ator nas peças: Saúde! Salve-se quem puder e em Danação, entre outras. Integra, com outros poetas do passado e da atualidade, a Antologia do Cordel Brasileiro, organizada por Marco Haurélio.  É, também, um dos fundadores do grupo Caravana do Cordel, que se apresentou em muitos palcos paulistanos, incluindo o Espaço Cineclubista e o Memorial da América Latina.

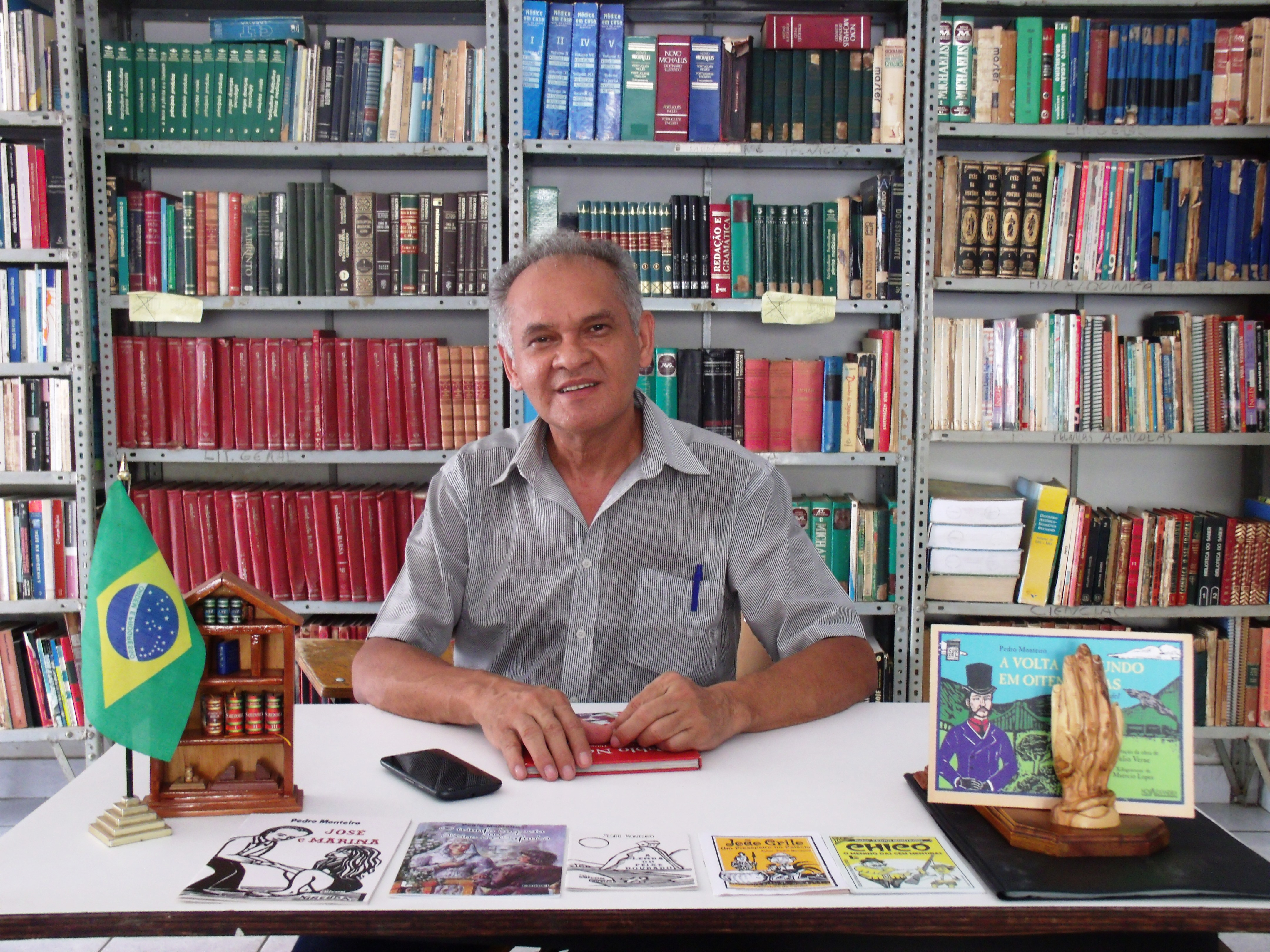
O poeta em uma biblioteca municipal.

## Obras
- Chicó, o Menino das Cem Mentiras (Editora Luzeiro, 2009).
- A História das Copas do Mundo em Cordel (Obra Coletiva, Editora Luzeiro, 2010).
- João Grilo, um Presepeiro no Palácio (Tupynanquim, 2011).
- O Triunfo do Poeta no Reino do Cafundó (Editora Luzeiro, 2011).
- Antologia do Cordel Brasileiro (Global Editora, com a obra João Grilo, um presepeiro no palácio, 2012).
- A Volta ao Mundo em Oitenta Dias (Coleção Clássicos em Cordel, Editora Nova Alexandria, 2014).
- A Lenda do Peixe Dourado (EDICON, 2015).
- José e Marina (EDICON, 2015).
- São Paulo em Cordel (IMEPH — Obra coletiva,  2016).
- A Lenda do Peixe Dourado 2ª edição (Tupynanquim Editora, 2017).
- Os Dois Irmãos — A História de Anepu e Batau (Edicon, 2017).
- A Lenda do Cabeça de Cuia (Edicon, 2017).
- A História do Boi Encantado (Cordelaria Flor da Serra, 2017).
- Cumade Fulozinha (Cordelaria Flor da Serra, 2018).
- A Volta ao Mundo em Oitenta Dias em cordel (Folheto em Cordel, Editora Nova Alexandria, 2019).
- Veredas  do Tempo (Rouxinol do Rinaré Edições, 2020).
- O Espalhafatoso Carro do Diabo (Rouxinol do Rinaré Edições, 2020).
- Macyrajara — A Lenda da Lagoa do Portinho (Rouxinol do Rinaré Edições, 2020).
- A Lenda de Zabelê (Rouxinol do Rinaré Edições, 2020).
- O Tostão da Discórdia (com Marco Haurélio (Rouxinol do Rinaré Edições, 2020).
- Sete Homens e um Destino (Faroeste em Cordel - Rouxinol do Rinaré Edições, 2021).
- A Lenda de Iara (Rouxinol do Rinaré Edições, 2021).
- Como a Noite Apareceu (Rouxinol do Rinaré Edições, 2021).
- Vida e Luta de Esperança Garcia (Rouxinol do Rinaré Edições, 2021).
- O Nascimento de Cumade Fulozinha - a filha de Bartira (Rouxinol do Rinaré Edições, 2021).
- A Lenda da Carnaubeira - árvore da providência (Rouxinol do Rinaré Edições, 2021).
- A Lenda do Pequi - o fruto do amor (Rouxinol do Rinaré Edições, 2021).
- Raimundo Jacó - o vaqueiro encantado (Rouxinol do Rinaré Edições, 2021).